# Навозник лесной
Навозник лесной (лат. Anoplotrupes stercorosus) — жук семейства навозников-землероев (Geotrupidae).

## Описание
Жук длиной до 19 мм. Менее крупный, чем навозник обыкновенный. Задние голени с 2 поперечными килями. Основание переднеспинки с цельным бортиком. Верх синевато-черный или чёрный с синими или зелёными боками, низ металлич. синий или зелёный, усики краснобурые.

## Распространение
Широко распространён на территории Европы и Азии.

## Экология и местообитания
Обитает в лесах и сельхозугодьях. Взрослые жуки встречаются с апреля по октябрь. Насекомые активны днём (в отличие от обитающего на том же ареале навозника обыкновенного). Предпочитает передвигаться по земле, пользуясь крыльями лишь для поиска пищи. Часто выползают на лесные дороги в поисках перегноя.

## Питание
Имаго и личинки питаются экскрементами травоядных животных (коровьим навозом, но могут употреблять и конский, свиной, человеческий кал) и гниющими остатками растительности (компостом, листовым опадом, старым сеном). Отдают предпочтение влажной пище.
При истощении пищевых ресурсов насекомые перелетают в другое место.

## Размножение
Взрослые жуки собираются в небольшие скопления около источника пищи, где ищут себе партнёра. Ухаживание самца состоит из продолжительного преследования самки. После спаривания самка выкапывает норку, глубиной до 90 сантиметров, с камерой на конце, в которую закапывает кусочки навоза или перегноя, и откладывает одно яйцо. Вылупившаяся личинка питается этим запасом до окукливания.

## Враги и способы защиты
Взрослые насекомые имеют мало врагов. Животные игнорируют этих крупных насекомых, поскольку те часто измазаны в экскрементах. Насекомых могут поедать домашние куры, вороны. Ослабленных насекомых поедают муравьи.
Обычно репутация избавляет жуков от излишнего внимания хищников, но она бессильна перед молодыми и неопытными животными. При прикосновении к нему, насекомое замирает и поджимает ноги, притворяясь мёртвым. Если это не срабатывает и хищник пытается попробовать жука на вкус, тот переворачивается на спину, выставляя ярко-синее брюшко и вытягивая ноги в разные стороны. В случае неудачи, оказавшись во рту хищника насекомое издает скрежещущий звук, потирая надкрыльями и брюшком. Жук обладает мощными конечностями с довольно острыми зазубринами, что делает невозможным проглотить его живьём. Наконец, при раскусывании насекомого из его пищеварительного тракта выделяются непереваренные экскременты, вызывая у хищника отвращение.
Ведя дневной образ жизни, насекомые часто гибнут под колёсами автомобилей, выползая на лесные дороги и обочины автотрасс.

## Галерея

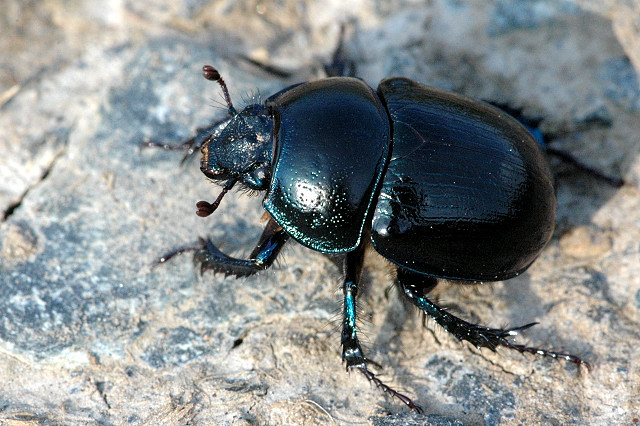
Имаго
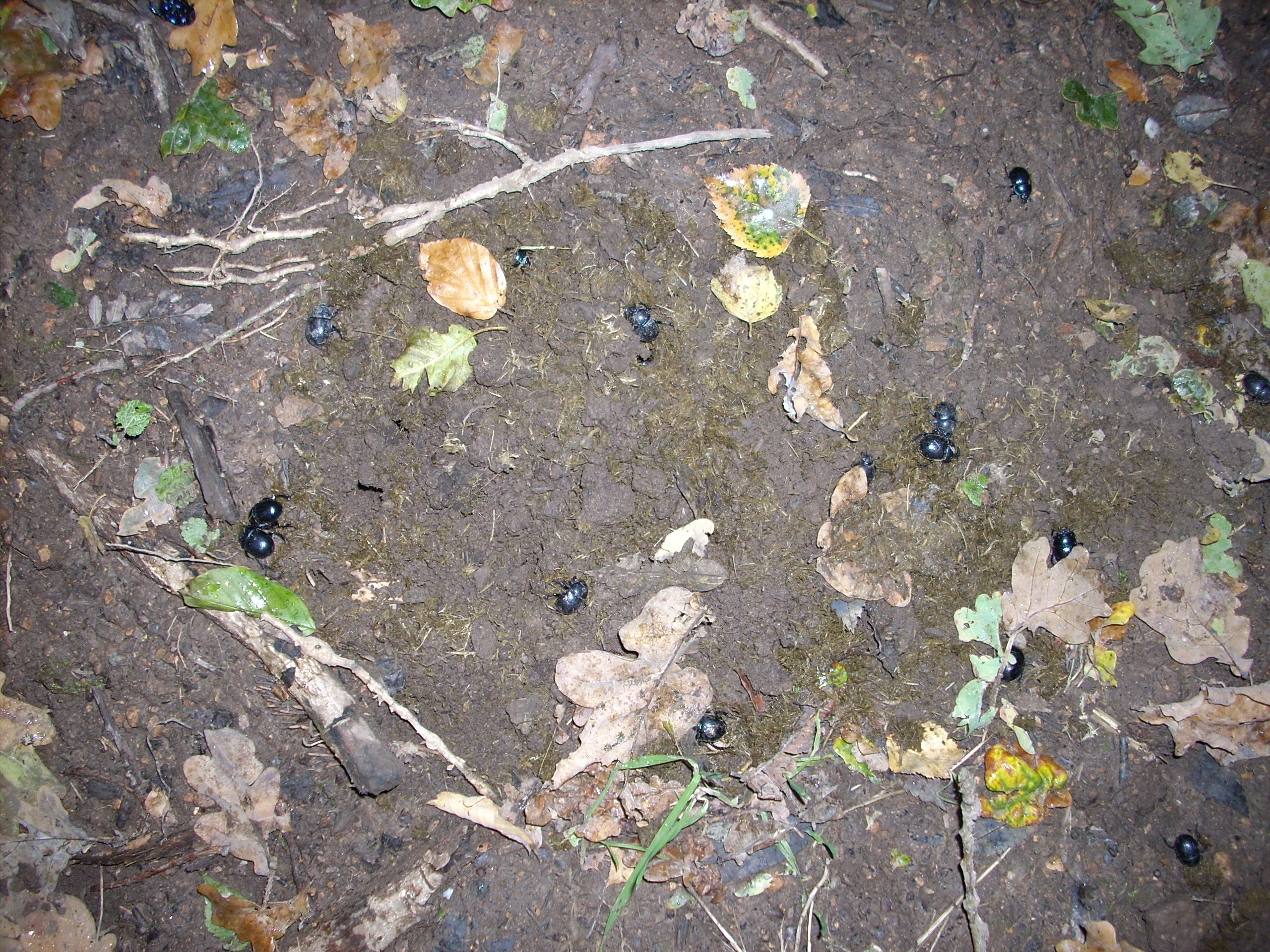
Полуколония навозников
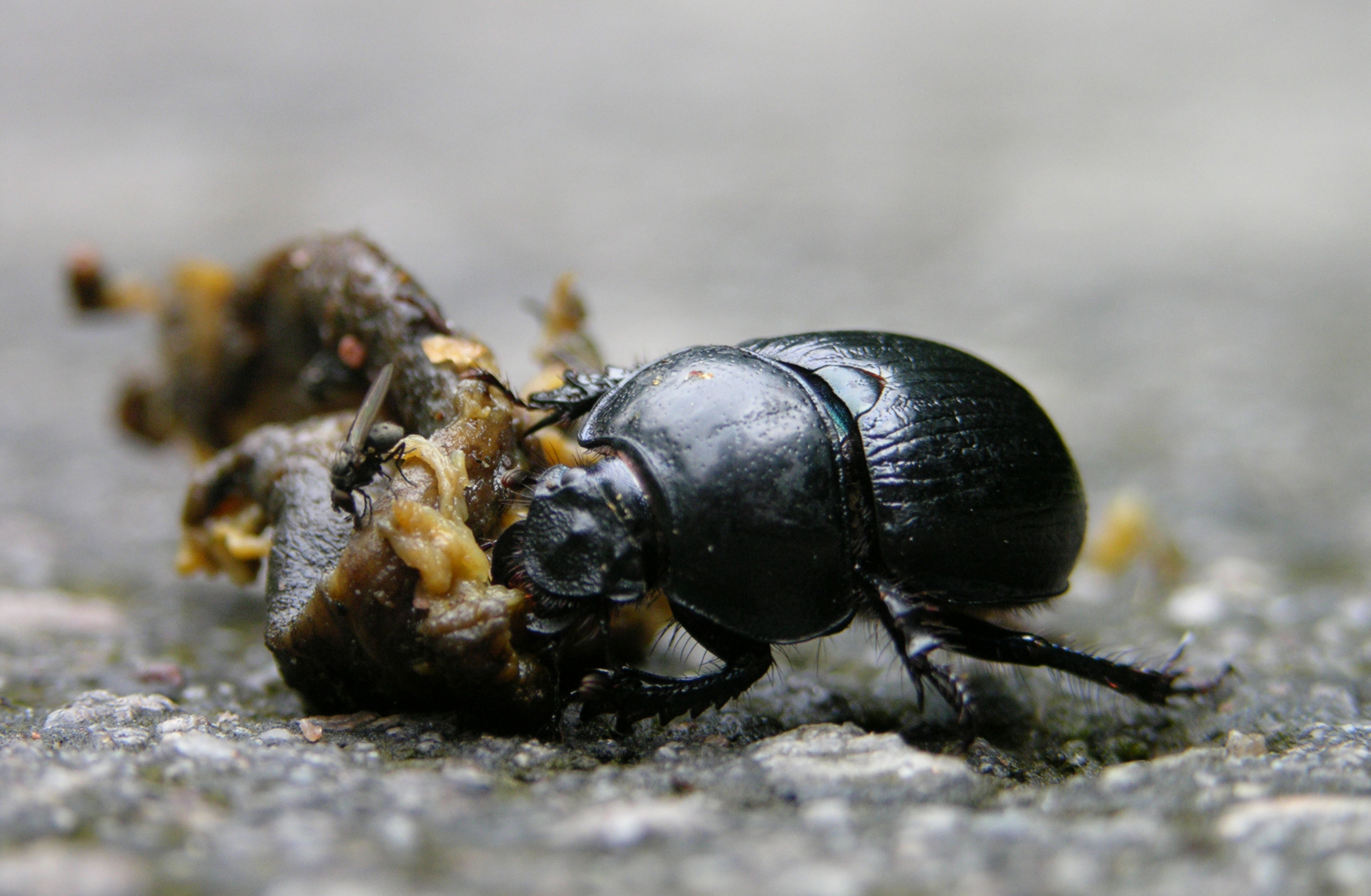
Питающееся насекомое
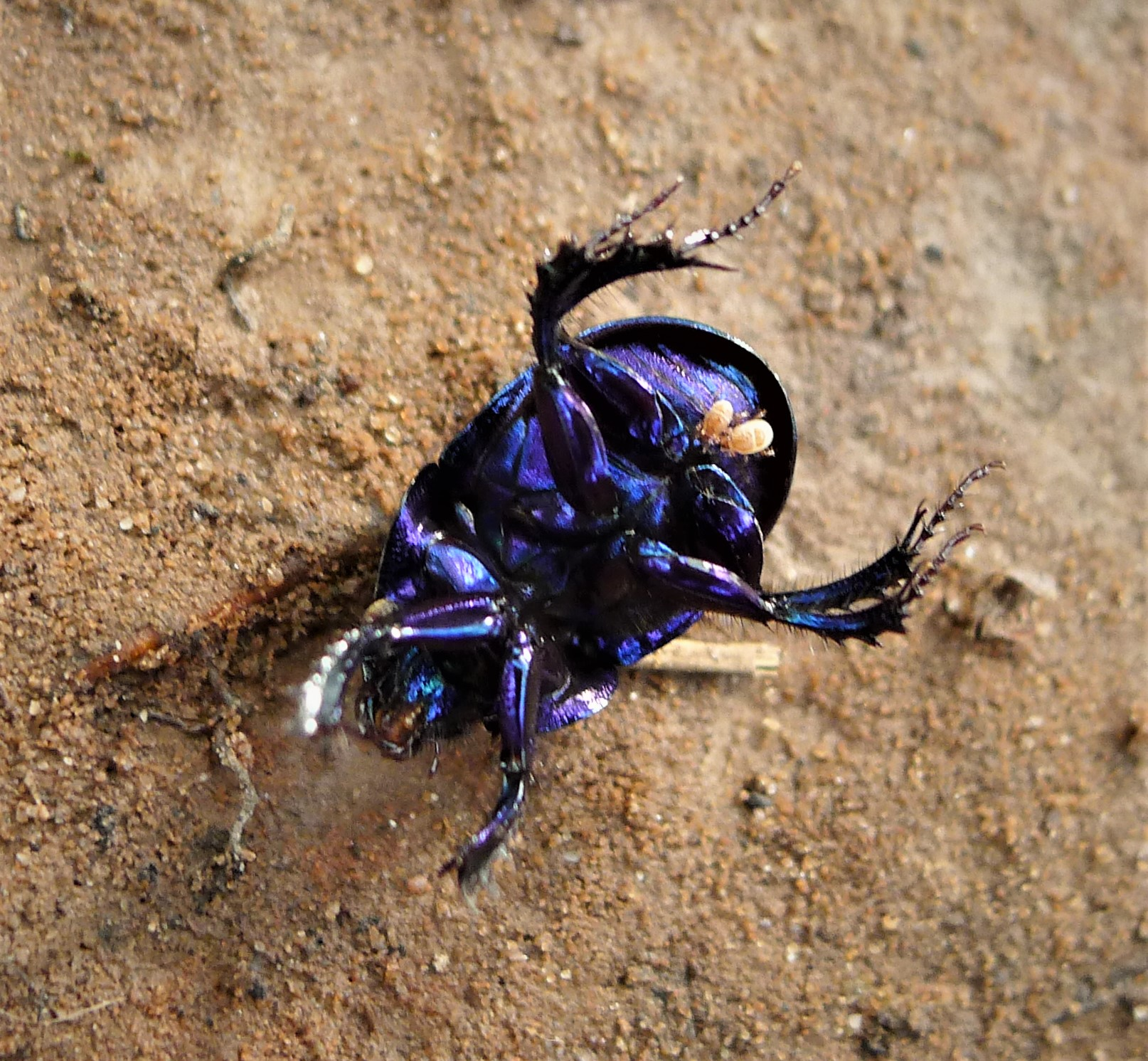
Защитная поза на спине
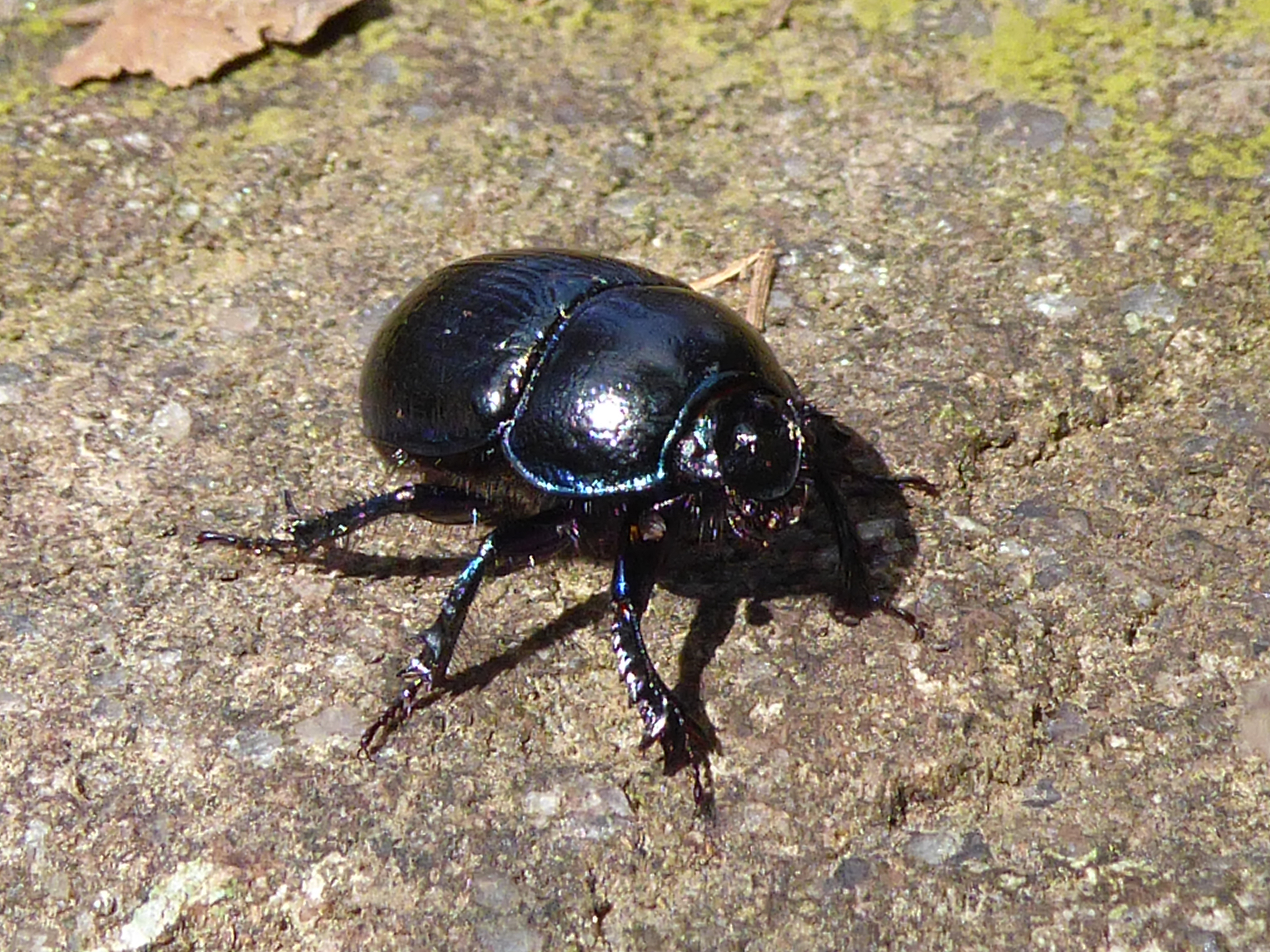
Защитная поза на ногах.
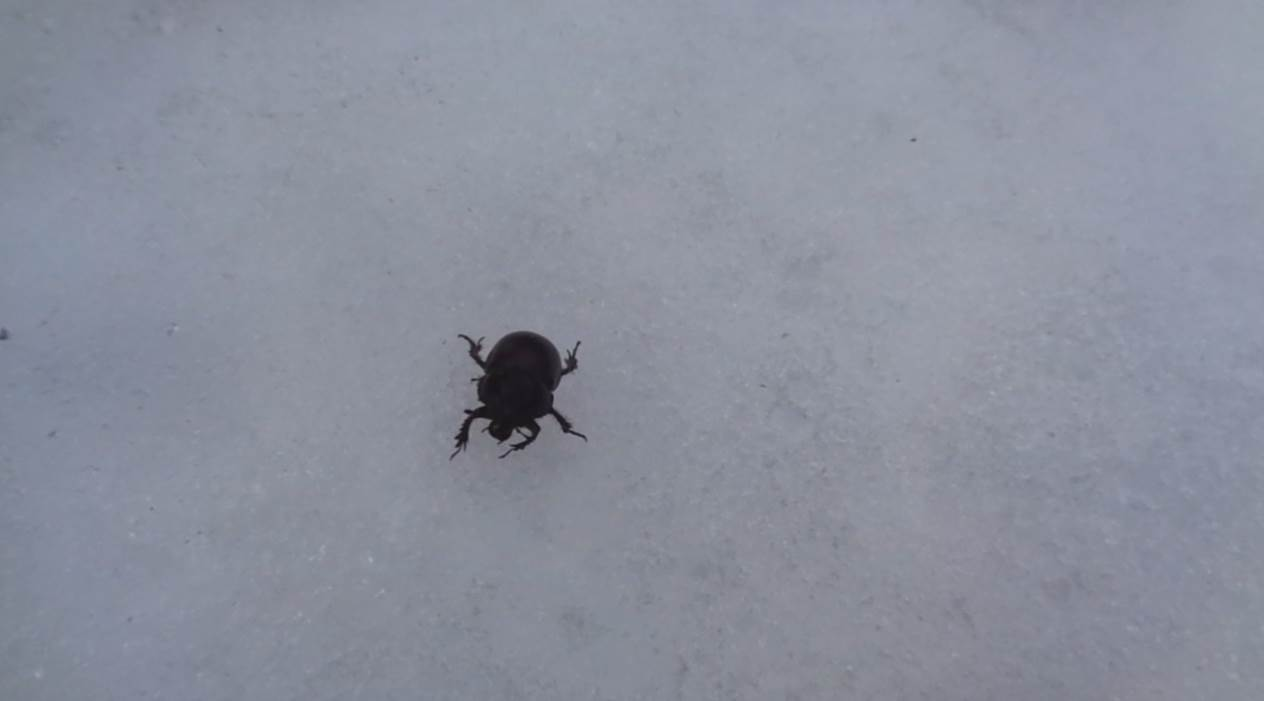
Активное насекомое во время оттепели
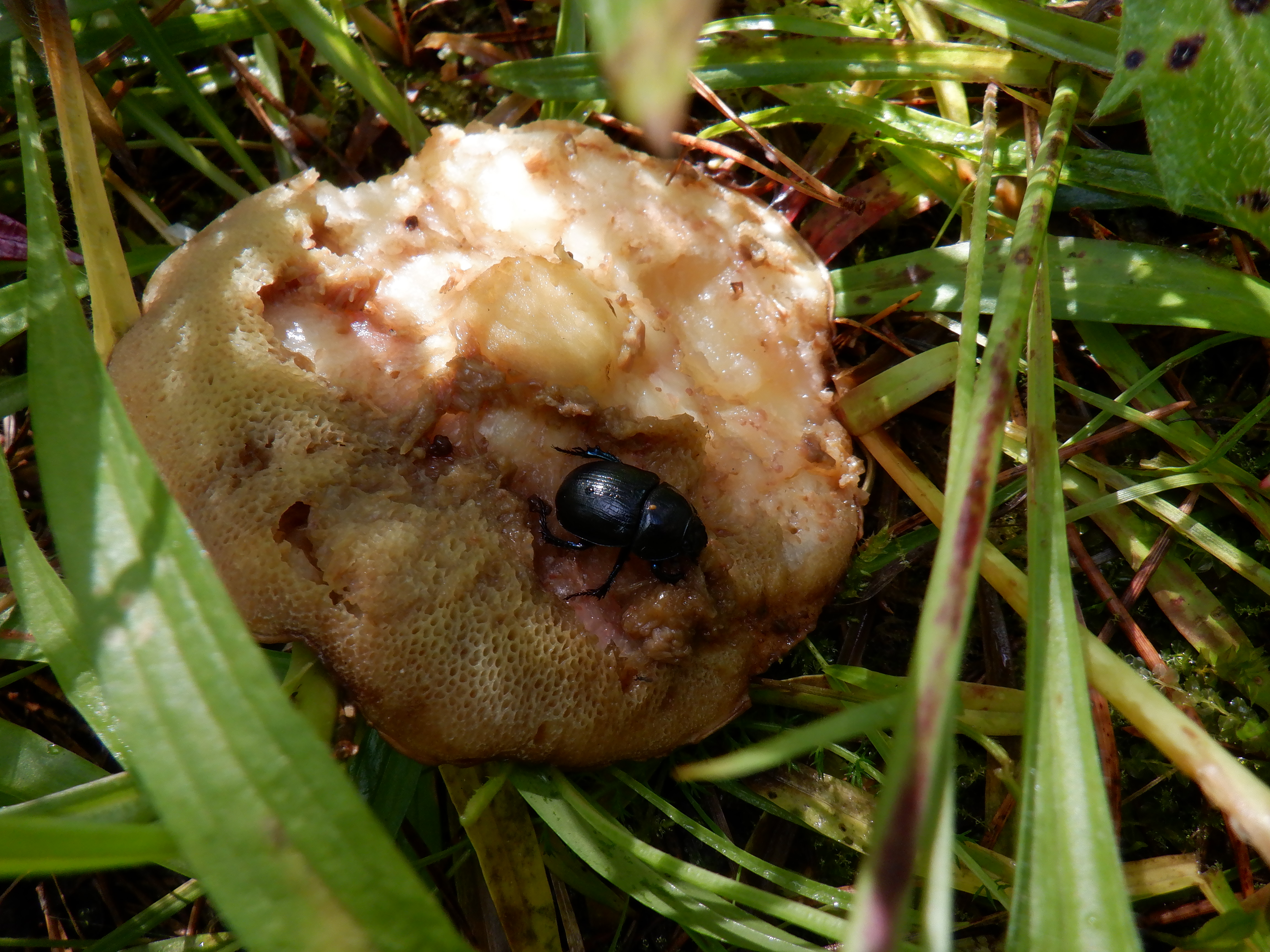
Питание имаго старым маслёнком
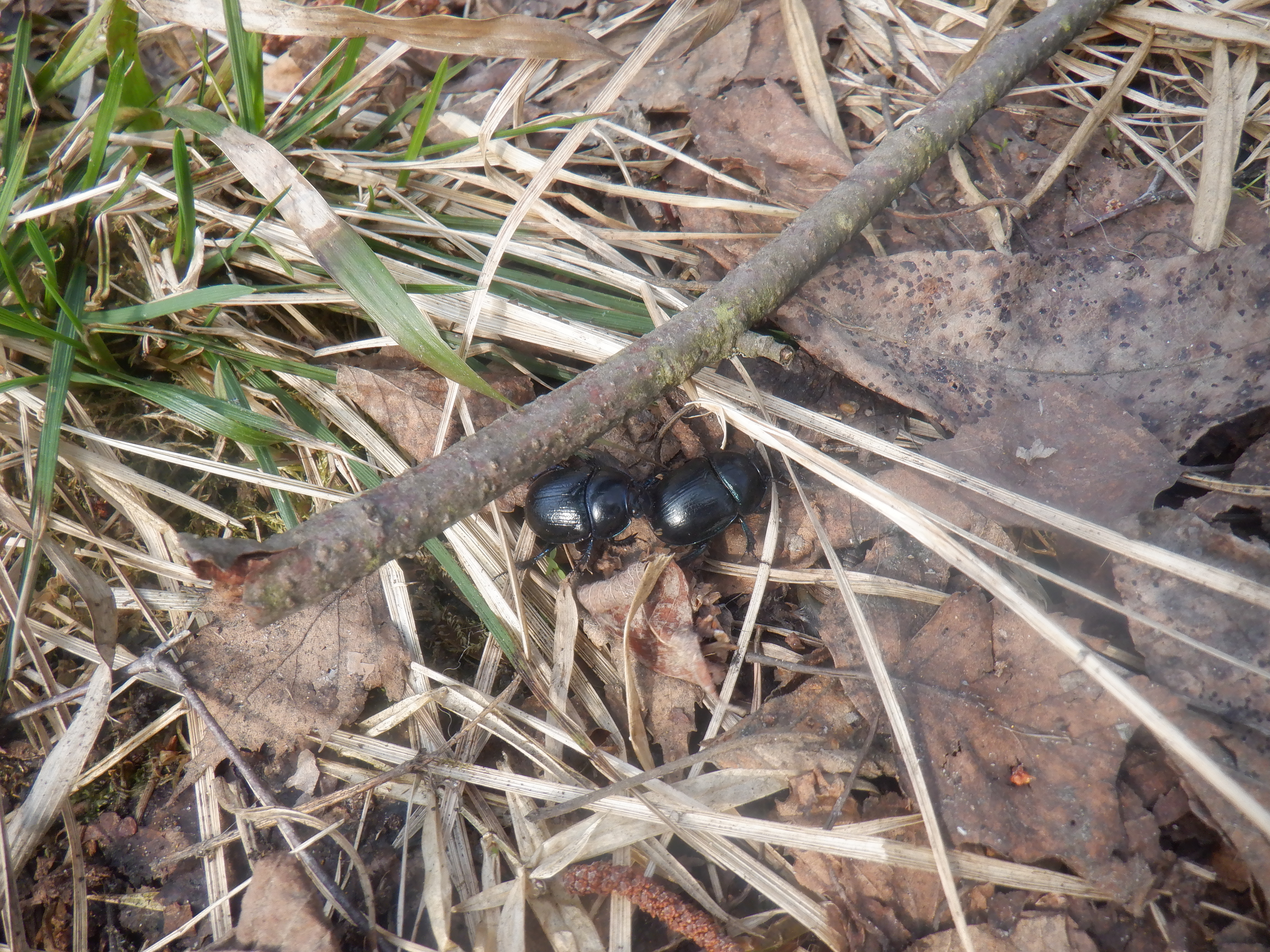
Погоня самца за самкой во время ухаживаний.
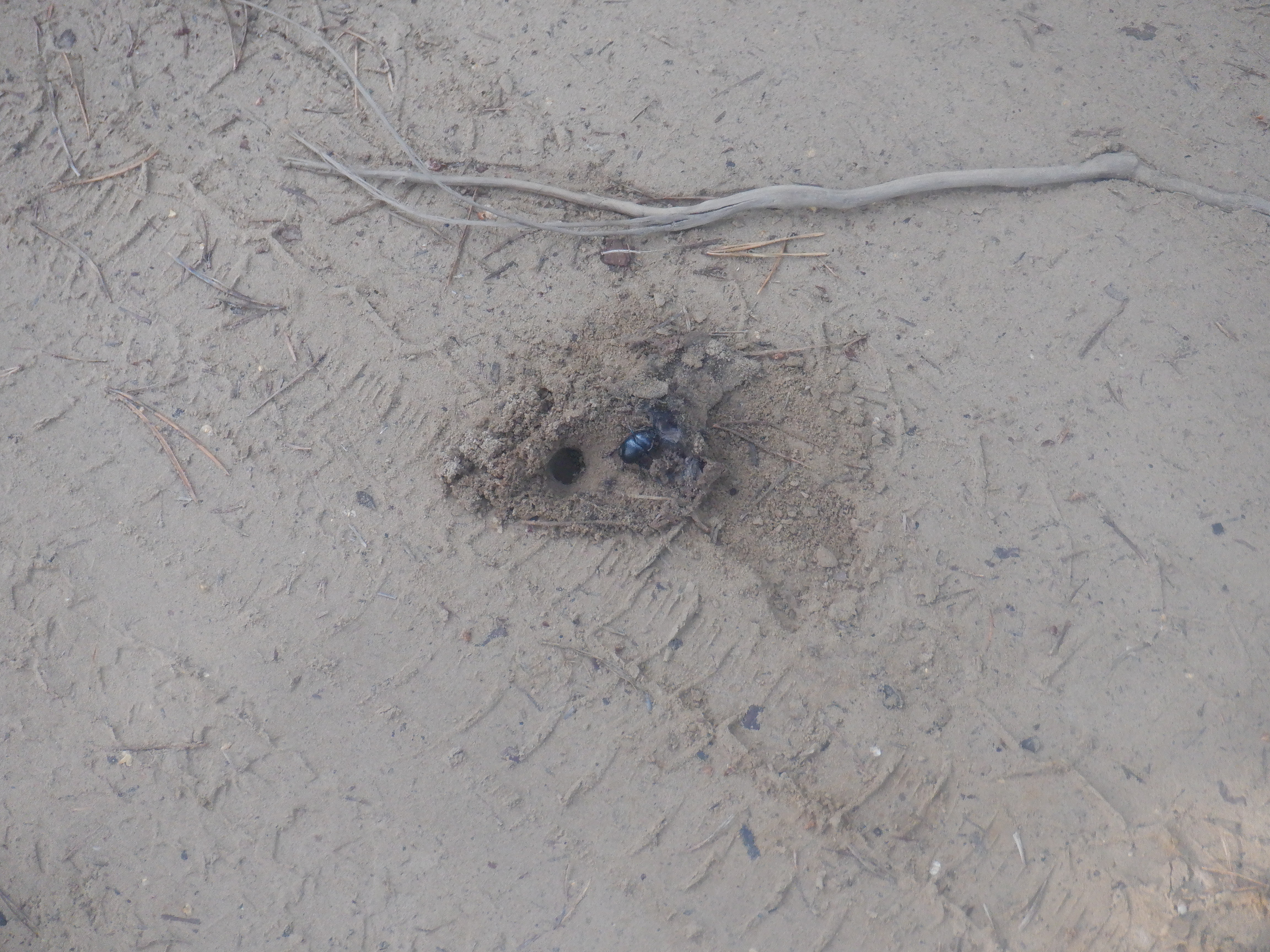
Навозник копает норку